# 2500 metri siepi
I 2500 metri siepi sono stati una disciplina dell'atletica leggera inserita nel programma olimpico esclusivamente per i Giochi olimpici di Parigi 1900, a cui parteciparono solo atleti uomini.
Tuttavia ai giochi successivi di Saint Louis 1904, fu disputata la gara delle siepi sui 2590 metri, distanza più simile ai 2500 che non ai 3000 metri, al punto che taluni articoli la riportano anche come 2500 metri siepi.